# Sacra Famiglia a Via Sommacampagna

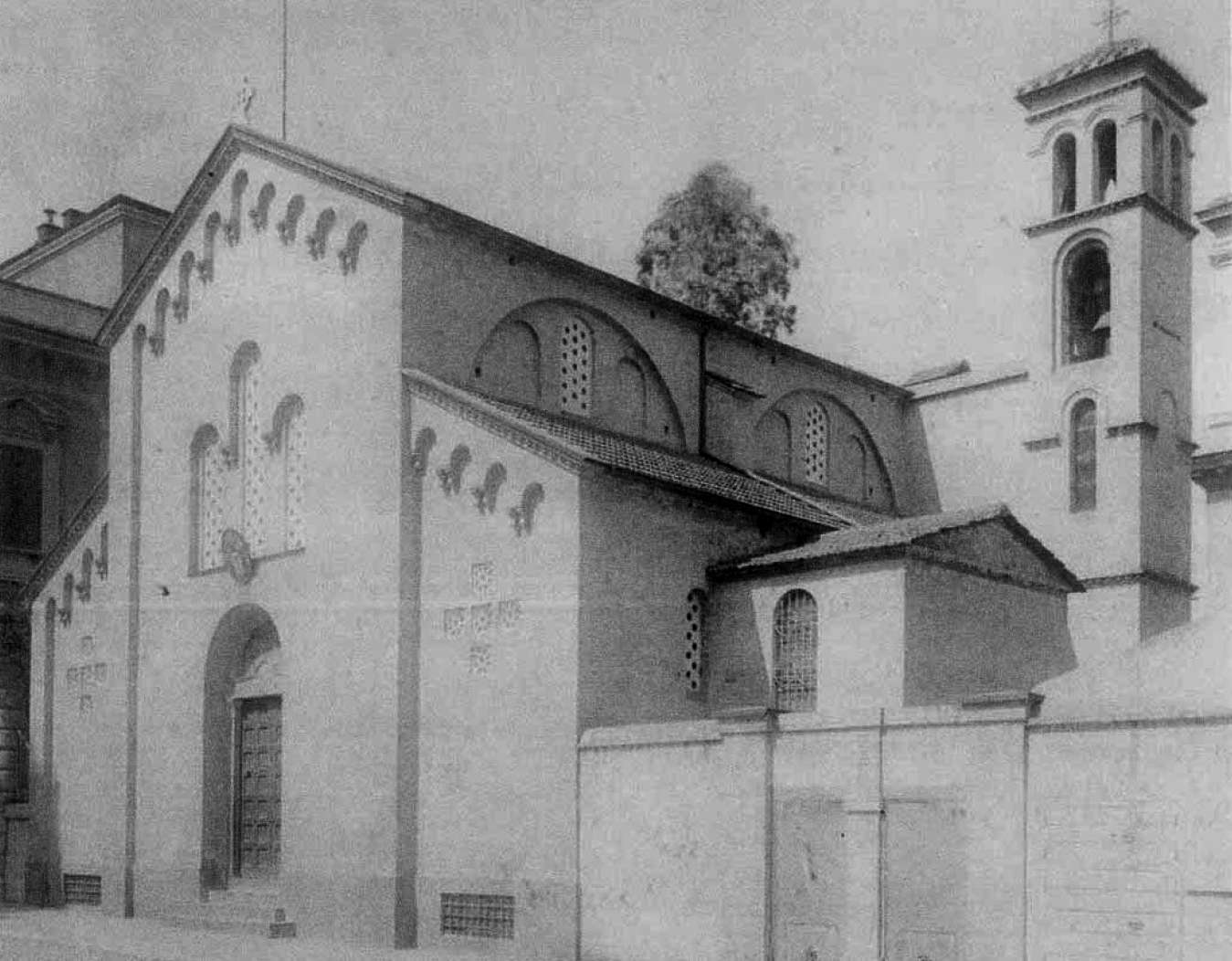
Sacra Famiglia a Via Sommacampagna.

Sacra Famiglia a Via Sommacampagna, conhecida também como Sacra Famiglia in Via Sommacampagna e Sacra Famiglia al Macao, era uma igreja que ficava localizada na esquina da Via Sommacampagna com a Via San Martino della Battaglia, no rione Castro Pretorio de Roma. Era dedicada à Sagrada Família. "Macao" é o nome pelo qual a região era conhecida na época.

## História
Esta é uma das mais obscuras igrejas modernas do centro histórico de Roma. Ela foi projetada por Carlo Busiri Vici entre 1895 e 1896, um arquiteto mais conhecido por causa de San Giuseppe a Via Nomentana, para servir uma nova paróquia suburbana que estava em desenvolvimento no local em 1896. Os financiadores do projeto foram os Cônegos Regulares Lateranenses, que realizaram uma campanha de doações para conseguir os recursos. Por causa do declínio do comparecimento dos novos romanos à missa, a igreja provavelmente já era redundante quando foi construída e acabou sendo demolida cerca de cinquenta anos depois, na década de 1940, para permitir a construção de edifícios mais modernos.

## Descrição
A fachada era de tijolos vemelhos. O interior era retangular com uma nave central com dois corredores e três altares. As arcadas da nave estavam assentadas por colunas e pilastras alternadas e o teto era uma abóbada.
A abside contava com afrescos de Eugenio Cisterna e a peça de altar era uma "Sagrada Família" de Giuseppe Bravi (1862-1901). No altar direito estava "Santo Agostinho e Santo Ubaldo", do mesmo artista, e no esquerdo, uma "Nossa Senhora". As paredes laterais eram decoradas por um trabalho "sóbrio" em mosaico.